# Ancistrus multispinis
Az Ancistrus multispinis a sugarasúszójú halak (Actinopterygii) osztályának harcsaalakúak (Siluriformes) rendjébe, ezen belül a tepsifejűharcsa-félék (Loricariidae) családjába tartozó faj.

## Előfordulása
Az Ancistrus multispinis Dél-Amerikában fordul elő. E halfaj Brazília atlanti-óceáni partvidékén található meg. Az Ancistrus multispinis állománya az északibb Macacú folyó és a délibb Maquiné folyó között lelhető fel.

## Megjelenése
Ez a tepsifejűharcsafaj legfeljebb 14,2 centiméter hosszú.

## Életmódja
A trópusi édesvizeket kedveli. Mint a többi algaevő harcsafaj, a víz fenekén él és keresi meg a táplálékát.